# SN 2005jf
SN 2005jf – supernowa typu Ia odkryta 24 października 2005 roku w galaktyce A033340-0006. W momencie odkrycia miała maksymalną jasność 22,00m.